# Perspective Kirov (Tomsk)
La perspective Kirov (Проспе́кт Ки́рова) est une des voies principales du centre-ville de Tomsk en Russie. Elle s'étend sur 2,5 km, de la perspective Lénine à l'est jusqu'à la place Kirov, puis tourne à 45 degrés au sud-est vers la gare de Tomsk I.

## Histoire

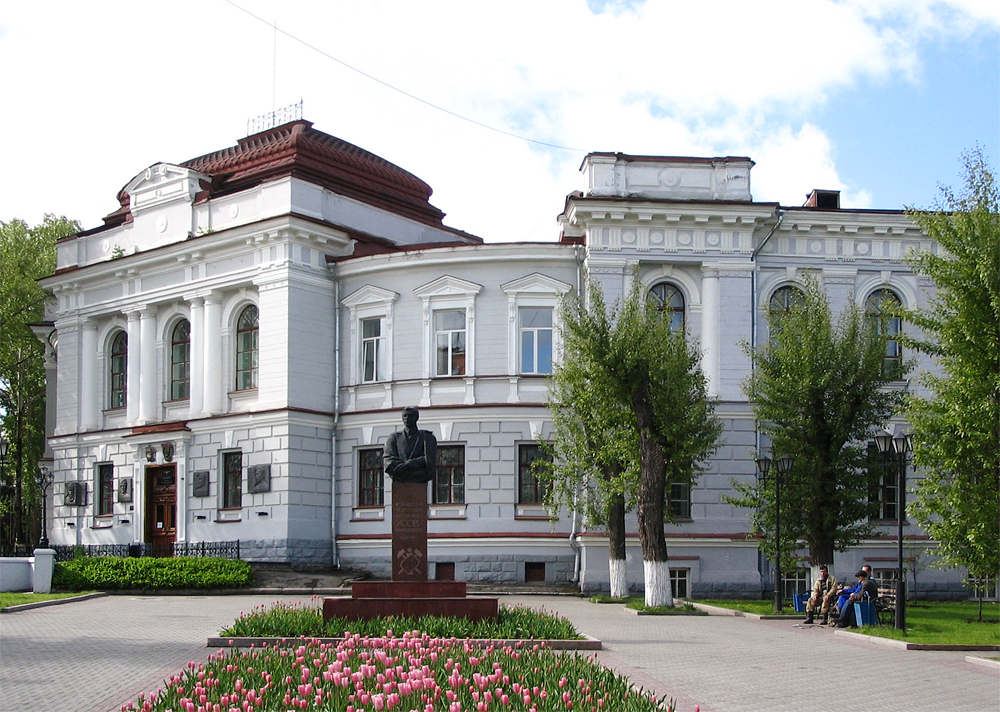
1er bâtiment (des mines) de l'université polytechnique de Tomsk.

Au XIXe siècle, il y avait à l'emplacement de cette avenue, deux rues: la rue du Boulevard (1878) et la rue Evgrafovskaïa (nommée d'après Vsevolod Evgrafovitch Koroliov, riche marchand-mécène de l'époque) séparées par la rue de la Transfiguration (aujourd'hui rue Dzerjinski). Elle commence place Kirov située à l'angle de ces rues et mène à la gare Tomsk I.
Sur une partie de la rue se trouvait le boulevard, d'où l'ancien nom de la rue. Il était prévu de construire dans les années 1830-1840 un anneau de boulevard (en Russie un boulevard est le nom donné à une allée - souvent piétonnière - ou à une avenue bordée d'arbres et d'arbustes). Au début, le boulevard et la rue dans son entier sont limités par la rue de Kazan (aujourd'hui perspective du Komsomol). Initialement, la rue est tracée à cette époque de façon très large; lors de la percée du boulevard en 1903, des épicéas sont plantés en deux rangs avec des rangées de peupliers de part et d'autre. Les fonds pour la construction du boulevard sont alloués par les frères marchands millionnaires de Tomsk Vsevolod et Evgraf Korolev (ou Koroliov) d'où le nom du boulevard. Le département des mines de l'institut de technologie est construit au début de l'avenue, en 1902-1905.

## Nouvelle histoire

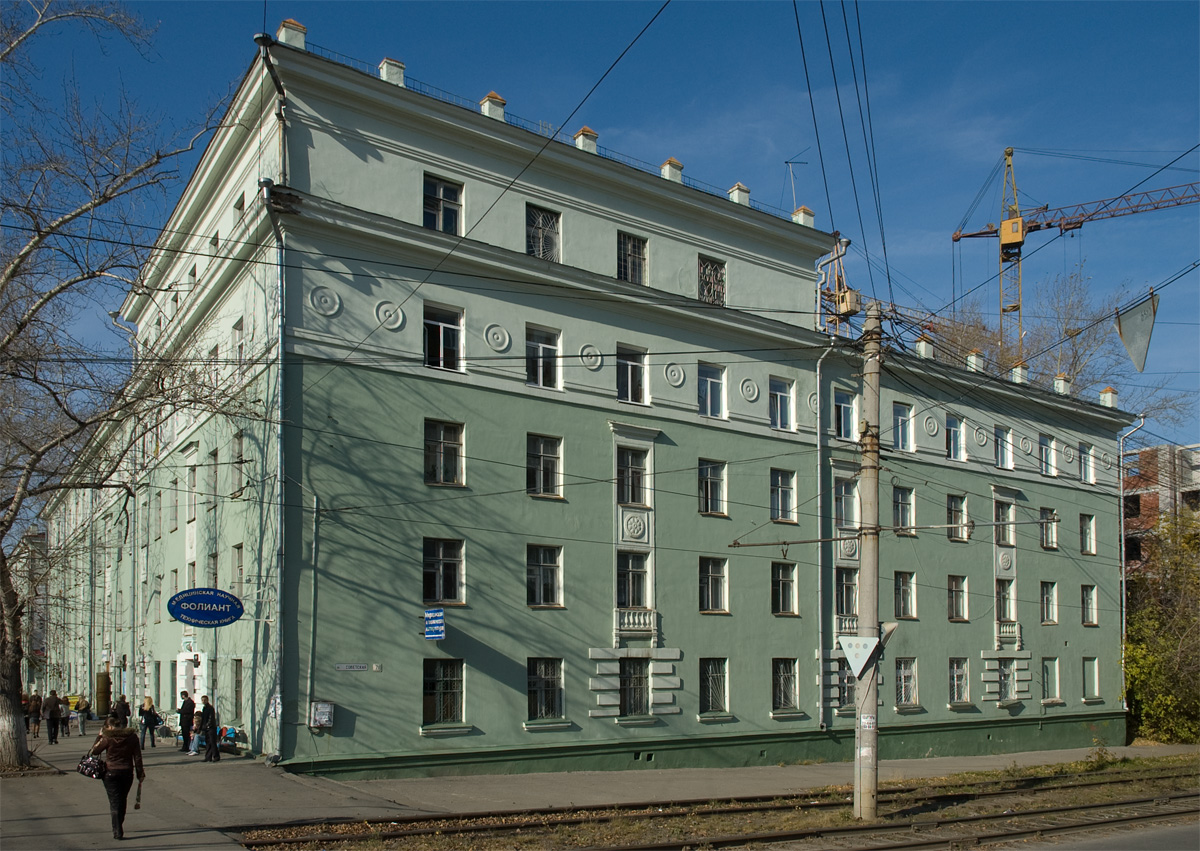
Foyer des étudiants au n° 4

Le 6 octobre 1927, la rue du Boulevard et la rue Evgrafovskaïa sont jointes pour former la perspective Kirov (Sergueï Kirov résida à Tomsk de 1904 à 1907).
En 1949, le tramway de la ligne Tomsk I-Place Batenkov passe par la perspective Kirov. Un arc néoclassique est construit au début de l'avenue, tandis qu'à l'angle de la perspective Lénine, l'on bâtit en 1950-1952 le foyer des étudiants de l'université de Tomsk et en 1953 l'administration du KGB local (n° 18a). L'hôtel Tomsk est construit en 1973.

## Édifices notables

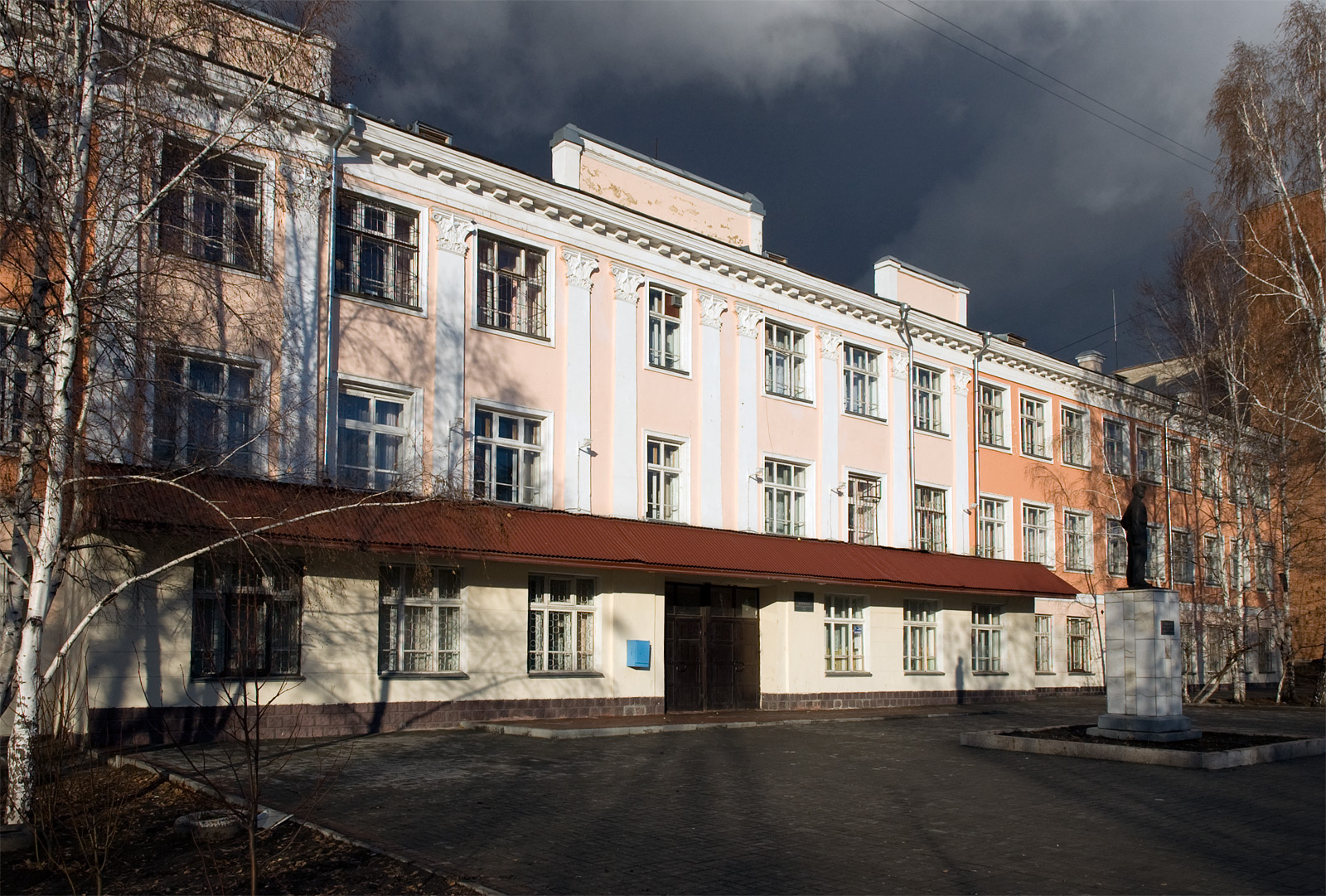
École n° 8

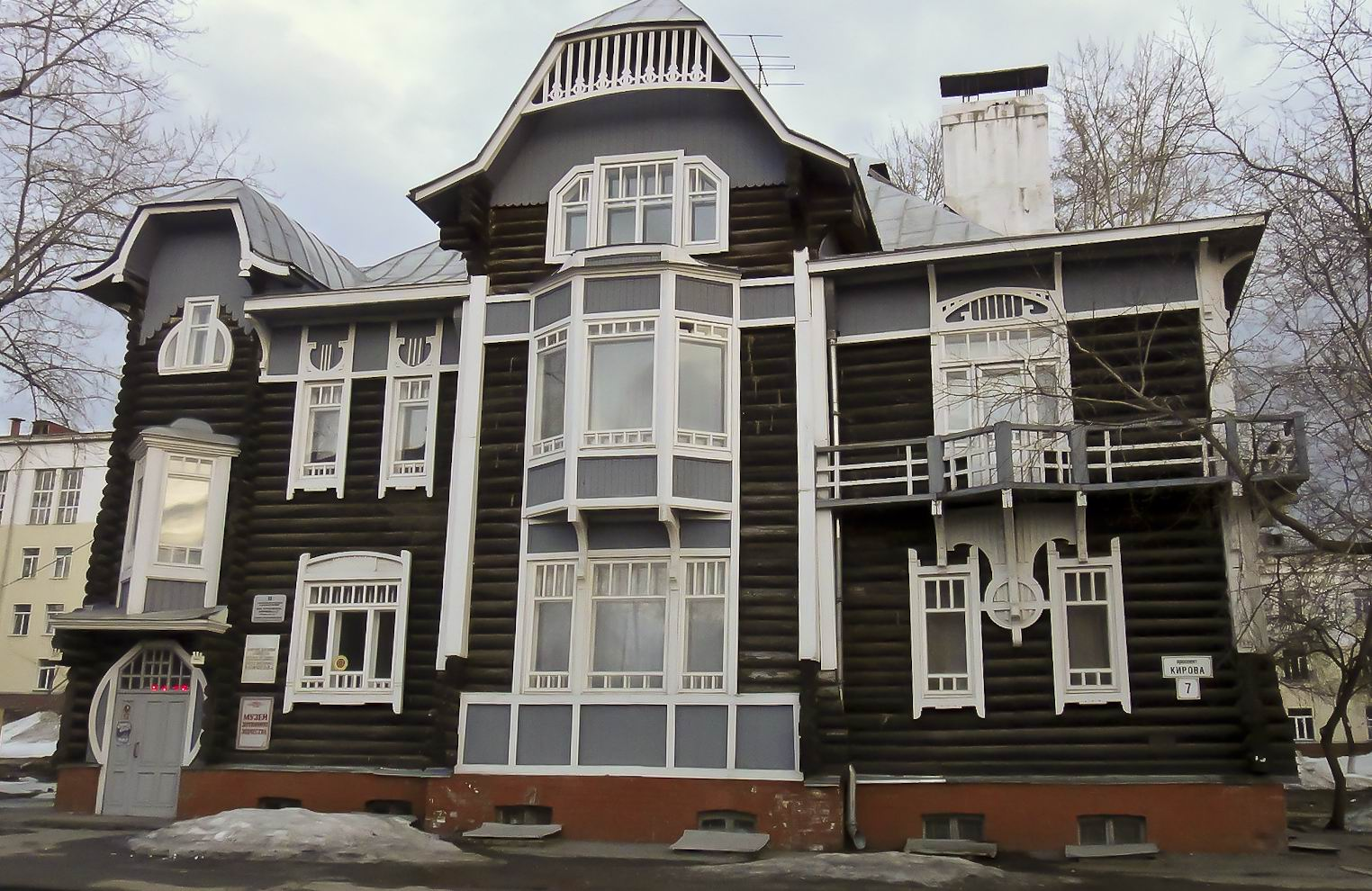
Maison d'Andreï Kriatchkov.

- N° 1 / perspective Lénine n° 43а — département de chimie de l'institut de technologie, inscrit au patrimoine architectural régional 701410166840005
- N° 3 / rue Sovietskaïa n° 73 — département des mines de l'institut de technologie (1903-1905, architecte Piotr Fedorovski) inscrit au patrimoine architectural régional № 721410018980006
- Statue de l'académicien Mikhaïl Oussov (1956, architecte N.A. Loupov, sculptures d'A.I. Grigoriev et V.V. Loukianov) inscrite au patrimoine historique régional № 7000241000
- Groupe sculpté du minérologiste Fiodor Eremeïev avec un assistant (2008, sculpteurs Leonti Oussov et V. Romanov)[1]
- Stèle du premier directeur de l'usine de lampes électriques de Tomsk, A.T. Ivanov, inscrite au patrimoine historique régional № 701510404430005
- N° 5 — bâtiment principal de l'usine de lampes électriques de Tomsk, inscrit au patrimoine historique régional № 701510404470005
- N° 7 —  maison particulière de l'architecte Andreï Kriatchkov (1909-1910), inscrite au patrimoine architectural fédéral № 721410013550006
- N° 9 — adresse de la famille des Kochournikov, Alexandre Kochournikov, ingénieur des chemins de fer, à l'origine de tracés dans la taïga sibérienne (démolie)

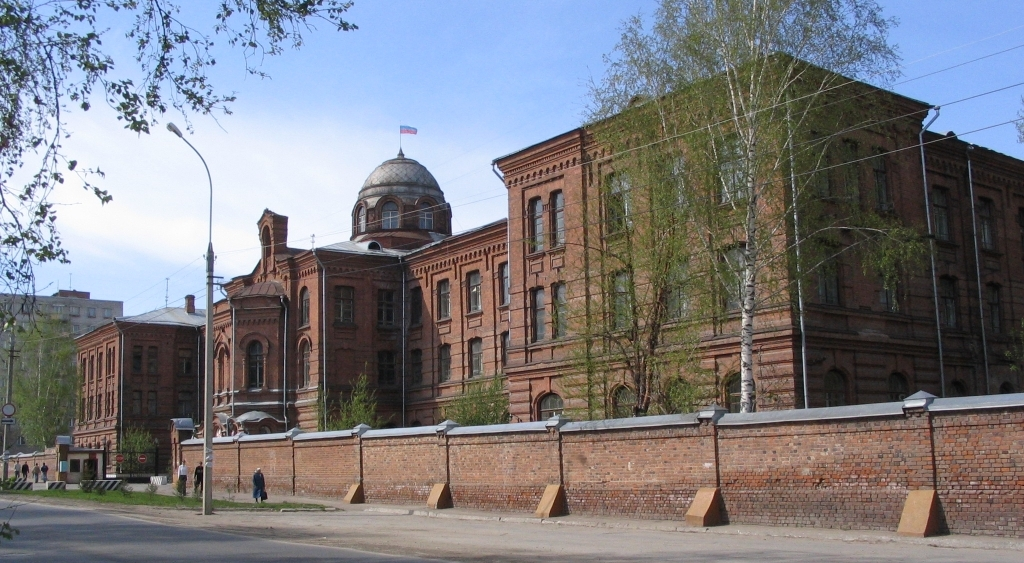
École diocésaine de filles

- N° 12 — école n° 8, où étudia le cosmonaute Nikolaï Roukavichnikov, inscrite au patrimoine historique régional № 721410014680005
- Statue d'Oleg Kochevoï, inscrite au patrimoine d'art monumental № 7000243000
- N° 16 / rue Belinski n° 52 — hôpital n° 1229, inscrit au patrimoine architectural régional № 7030278000
- N° 18а — administration du KGB construite par N.A. Tcheboxarov, inscrite au patrimoine architectural régional № 7030279000
- Buste du tchékiste Alexandre Chichkov, monument inscrit au patrimoine historique régional № 701510409320005
- N° 20 — ancien asile des frères Korolev
- N° 22 / rue Verchinine n° 32 — emplacement de la maison où vécut Bela Kun, inscrite au patrimoine historique régional № 701530365900005. Un nouveau bâtiment de pierre est construit à cet emplacement en 1952 servant de foyer aux étudiants de l'institut des ingénieurs du transport ferroviaire[2].
- N° 24 / rue Krasnoarmeïskaïa n° 85, inscrite au patrimoine architectural régional № 701410187990005
- N° 33 — maison du botaniste Porphyre Krylov (le jardin a disparu), inscrite au patrimoine architectural régional № 701510386760035
- N° 35 — aile annexe, inscrite au patrimoine architectural régional № 701510386760025 (démolie)
- N° 35 — remise à voitures à cheval, démolie
- N° 36 — école professionnelle (de type Realschule) n° 2, inscrite au patrimoine architectural régional № 701410184010005
- N° 49 — école diocésaine de filles, ancien institut de médecine militaire de Tomsk, inscrite au patrimoine architectural régional № 701410163650005
- N° 49a — bâtiment de service de l'école diocésaine de filles, inscrit au patrimoine architectural régional № 7030284000
- N° 58 — bâtiment principal de l'usine Sibelectromotor, inscrit au patrimoine historique régional № 7000027000
- N° 65 — hôtel Tomsk.
- N° 70 / place de la Gare n° 1 — gare ferroviaire Tomsk I, inscrite au patrimoine historique régional № 701430309590005